# روبرت فلیسیاک
روبرت فلیسیاک (لهستانی: Robert Felisiak؛ زادهٔ ۱۱ اکتبر ۱۹۶۲) شمشیرباز لهستانی‌تبار اهل آلمان بود.
وی در مسابقات کشوری و بین‌المللی در مجموع برندهٔ ۱ مدال طلا شده‌است.